# Odd Martinsen
Odd Martinsen   (Drammen, 20 de desembre de 1942) és un esquiador de fons noruec, ja retirat, que va competir durant les dècades de 1960 i 1970.
El 1968 va prendre part en els Jocs Olímpics d'Hivern de Grenoble, on va disputar quatre proves del programa d'esquí de fons. Fent equip amb Pål Tyldum, Harald Grønningen i Ole Ellefsæter guanyà la medalla d'or en els 4x10 quilòmetres, mentre en els 30 quilòmetres guanyà la medalla de plata. En els 15 quilòmetres fou vuitè i en els 50 quilòmetres divuitè. Vuit anys més tard, als Jocs d'Innsbruck, va disputar tres proves del programa d'esquí de fons. Fent equip amb Pål Tyldum, Einar Sagstuen i Ivar Formo guanyà la medalla de plata en els 4x10 quilòmetres, mentre en els 15 quilòmetres fou vuitè i en els 30 quilòmetres novè.
En el seu palmarès també destaquen cinc medalles al Campionat del Món d'esquí nòrdic, una d'or, una de plata i tres de bronze, entre les edicions de 1966 i 1974, així com onze campionats nacionals entre 1966 i 1978. El 1969 va rebre la medalla Holmenkollen. El 2001 la seva filla Bente Skari també va rebre aquest prestigiós premi, cosa que els converteix en els únics pare-filla en haver-ho aconseguit.